# Верхюльст, Дмитрий
Дмитрий Верхюльст (нидерл. Dimitri Verhulst; род. 2 октября 1972, Алст, Бельгия) — бельгийский писатель и поэт, драматург, сценарист.

## Биография
Дмитрий Верхюльст родился 2 октября 1972 года в Алсте, Бельгия. У Дмитрия Верхюльста была трудняя юность. В интервью для фламандского журнала «Хумо» он признавался: «Дома родители очень много дрались, всегда была агрессия, мы были подлецы». Его отец работал почтальоном и страдал алкоголизмом. Его мать вела аморальный образ жизни. После 12 лет брака, родители развелись, и Дмитрий остался с матерью, но она не хотела, чтобы он жил вместе с ней. Поэтому он переехал к отцу, бабушке и дядям. Позднее он проживал в приёмной семье. Из-за трудного неуживчивого характера он был выставлен из дома приёмных родителей. Потом он жил 2 года в «доме для детей сирот или детей, родители которых лишены родительских прав». Его несколько раз исключали из школы, из-за неудовлетворительного поведения. Вскоре после того как умер его отец, он поступил в Гентский университет, и начал учиться на филологическом факультете, а через 3 недели, разочарованный, бросил учёбу и занялся поисками работы. В течение 1 года он проработал на текстильной фабрике в Синт-Никласе. В 1993 году он возобновил учёбу, уже теперь на филологическом факультете, которую ему пришлось бросить из-за отсутствия денег. С 1997 года до 1999 года он был редакционным членом журнала Underground. В 2003 году, он жил и работал в городе Хукорне. В 2010 году он стал послом организации «Свиньи в нужде»).

## Творческая карьера
В 1994 году, опубликовал роман «Пятница пепла». Это был неофициальный дебют; только лишь несколько друзей читали эту публикацию. Как поэт он дебютировал со сборником «Верьф и обломки судна».
В 1999 году, он опубликовал сборник «Комната здесь рядом», в котором речь идёт о его молодости.
В 2001 году, Верхюльст опубликовал второй сборник: «Любовь, если не указано иное», с такими центральными темами как успех и любовь. В 2001 году, был опубликован роман « Ничего нет, никого нет и довольно тихо».
Изданный в 2002 году, роман «Скука вратаря» явился поворотной точкой для его карьеры. Автобиографический стиль исчез и важным составляющей его творчества стала социальная тематика.
В 2003 году, он написал роман «Отель проблемски» о его жизни в центре для беженцев. Книга переведена на 10 языков. В 2015 году был снят фильм на эту тему режиссёром Ману Ришем.
В 2006 году, вышел в свет роман «Фламандские натюрморты», который пользовался большим успехом. В книге, речь идёт о молодости автора и о его жизни в семье дядей. Он получил такие награды как «золотая сова» в 2007 году, «чернильная обезьяна» в 2008 году и «золотая закладка» от фламандского журнала Хумо. Фламандский режиссёр Феликс Ван Гронинген экранизировал книгу. Фильм «Фламандские натюрморты» переведён на русский язык. Также в 2006 году, он опубликовал книгу о любви «Женщина Верона опускается с холма».
В 2008 году Верхюльст издал «Ужасные дни в ужасном мире» и в 2009 году за эту книгу получил награду «Либрис литература». Жюри оценило написанную книгу в жанре сардонической комедии. В книге человек не только преступник, но и жертва. Автор был очень счастливым.
В 2010 году он написал книгу «Последние семь фраз», которую он посвятил квартету для смычковых инструментов «Энсора» (Ensor), обработка Йозефа Гайдна. Музыкальное произведение основано на последних семи фразах, которые произнёс Христос. Верхюльст создал семь коротких рассказов на эту тему.

## Награды
- Общественная награда «Золотая Сова», за роман «Фламандские натюрморты», 2007
- «Золотая закладка» от фламандского журнала Хумо, за роман «Фламандские натюрморты», 2007
- «Чернила обезьяны», за роман «Фламандские натюрморты», 2008
- Самая лучшая книга 2008 года от фламандского журнала Хумо (Humo’s Pop Poll), за роман «Ужасные дни в ужасном мире», 2008
- Либрис литература, за роман «Ужасные дни в ужасном мире», 2009
- Самая лучшая книга 2013 года от фламандского журнала Хумо (Humo’s Pop Poll), за роман «Опаздывающий», 2014